# Dinattus heros
Dinattus heros är en spindelart som beskrevs av Bryant 1943. Dinattus heros ingår i släktet Dinattus och familjen hoppspindlar. Inga underarter finns listade i Catalogue of Life.